# Princess Royal Reach

Le Princess Royal Reach est un fjord canadien situé dans la baie Jervis, en Colombie-Britannique.
Le Princess Royal Reach a été baptisé ainsi en l’honneur de la princesse royale Victoria du Royaume-Uni en 1860 par la mission exploratrice du HMS Plumper, qui a été la première à cartographier la région.